# Heinz-Helmut Wehling
Heinz-Helmut Wehling, född den 8 september 1950 i Bad Frankenhausen, Tyskland, är en östtysk brottare som tog OS-brons i fjäderviktsbrottning i den grekisk-romerska klassen 1972 i München och OS-brons i lättviktsklassen fyra år senare 1976 i Montréal. 